# Kvindelig omskæring
 Der er for få eller ingen kildehenvisninger i denne artikel, hvilket er et problem. Du kan hjælpe ved at angive troværdige kilder til de påstande, som fremføres i artiklen.

Kvindelig omskæring er en delvis eller fuldstændig fjernelse af de ydre kvindelige kønsorganer omkring skeden og evt. sammensyning af de ydre kønslæber. Praksissen som er kulturelt begrundet er udbredt i visse primært nordafrikanske lande. Det er strafbart i Danmark, og for danskere i udlandet, at omskære eller lade ens døtre omskære.

## Terminologi
Betegnelsen "kvindelig omskæring" har været anvendt på dansk siden i hvert fald siden 1991. Begrebet er dog ikke uproblematisk, da det signalerer, at det kan paralleliseres med den mandlige omskæring. På engelsk er man derfor gået over til at anvende begrebet female genital mutilation (FGM). Man bruger også på dansk betegnelser som f.eks. kønslemlæstelse, kvindelig genital lemlæstelse eller det engelske FGM, hvis man vil vise afstandtagen til fænomenet, og fokusere på den viden vi i dag har om indgrebet.

## Typer af kvindelig omskæring
- Type I – også kaldet sunna eller clitoridotomi – betegner fjernelse af forhud omkring klitoris med eller uden samtidig fjernelse af en del eller hele klitoris.[4]
- Type II – også kaldet ekscision eller clitoridektomi – betegner fjernelse af hele klitoris samt delvis eller helt fjernelse af de indre skamlæber.[4]
- Type III – også kaldet infibulation eller faraonisk omskærelse – betegner fjernelse af hele klitoris, fuldstændig fjernelse af de indre skamlæber samt delvis fjernelse af de ydre skamlæber. Det resterende arvæv sys sammen, således der kun efterlades en lille åbning til passering af urin og menstruationsblod. Samleje umuliggøres, uden at syningen først brydes op, hvilket typisk gøres af manden på bryllupsnatten. Ved fødsel skal sammensyningen brydes yderligere op så der gives plads til barnet. Efter fødsel syes det så sammen igen, en procedure der kaldes re-infibulering. Re-infibulering foretages af læger og jordmødre på danske hospitaler, forudsat det max. udføres som en rekonstruktion af de anatomiske forhold, som de var før fødslen. Danske læger og jordmødre kan dog frasige sig at foretage sammensyningen, hvorefter en anden behandler indkaldes.[4]
- Type IV Mindre indgreb, hvor der prikkes, stikkes eller skæres i klitoris eller dele af de ydre kønsorganer.[4]

### Kosmetiske indgreb
En del kvinder søger selv læge for at få reduceret deres indre kønslæber af kosmetiske årsager. I Danmark skal der være en medicinsk årsag til stede, før en læge må foretage et sådant indgreb.

## Historie
Kvindelig omskæring har været praktiseret i tusinder af år.[kilde mangler] Det har været umuligt at klargøre dets oprindelse, men menes oprindeligt at stamme fra oldtidens Egypten (deraf navnet "faraonisk omskærelse").[kilde mangler] Traditionen er kulturel eller religiøst funderet. Kvindelig omskæring praktiseres af visse muslimer i visse lande, men også visse afrikanske kristne, jøder og andre traditionelt religiøse folk praktiserer kvindelig omskæring. I nogle få vestlige lande var der også en begrænset brug af clitoridectomy i det 19. århundrede, nogle steder helt op til midten af de 20. århundrede. Indgrebet, der her blev udført af læger og opstod uafhængigt af den afrikanske / mellemøstlige tradition, udførtes af hygiejniske årsager og for at kunne kontrollere den kvindelige seksualitet og forhindre masturbation.[kilde mangler]
I sunni-islam, som 85 % af verdens muslimer bekender sig til, har der udviklet sig flere lovskoler. De fleste bekender sig til shafi-skolen i Somalia, hvor kvindelig omskæring er obligatorisk; ligeledes som i Egypten, hvor 97 % af pigerne omskæres. Også kurdere i Irak følger shafi-skolen. I kurdiske områder i det nordlige Irak er omskæringsprocenten på næsten 90 pct. Maliki-skolen, der dominerer i Gambia, anbefales kvindelig omskæring, men den er ingen pligt. Anbefalingen har resulteret i, at omkring 80 % af gambiske piger omskæres. Hanafi-skolen, der dominerer i Pakistan, anbefaler også kvindelig omskæring, men den er ingen pligt. Kun en lille minoritet blandt pakistanere omskærer piger, og det drejer sig om shia-sekten dawoodi bhora. Også ortodokse kristne i Etiopien accepterer kvindelig omskæring, dog uden at kunne vise til religiøse tekster, der omtaler praksisen. 

## Udbredelse
Kvindelig omskæring praktiseres i dag i mindre omfang mange steder i verden, men er mest udbredt i nordlige afrikanske lande.[kilde mangler] I Djibouti, Eritrea, Etiopien, Sierra Leone, Somalia og Sudan er over 80 % af kvinderne omskåret. Det estimeres, at der i dag er mellem 100 og 140 millioner kvinder i verden, som er omskårede, med omkring 2 millioner nye tilfælde hvert år. Derudover praktiseres kvindelig omskæring i mindre grad også i visse mellemøstlige lande og i muslimske områder i dele af Sydøstasien (Indonesien og Malaysia) og det nordvestlige Indien. I den vestlige verden findes det i dag i stigende grad i immigrantmiljøer.[kilde mangler] Det anslås således, at der bare i Tyskland lever over 20,000 omskårne kvinder (Terre des Femmes).[kilde mangler] Derudover har forskellige former for ritualistisk kvindelig omskærelse (type IV) været reporteret i forskellige etniske grupper, f.eks. australske aboriginer og peruvianske indianere.[kilde mangler] Ca. 80% af kvindelige omskæringer foretages som type I eller II og omkring 15% ved den mere indgribende type III. De resterende 5% er samlet under type IV.[kilde mangler]

## Komplikationer
Udover de umiddelbare dødsfald som følge af chok ved smerte og blodtab, infektioner, blodforgiftning og koldbrand, har kvindelig omskæring også en række længerevarende fysiske, seksuelle og psykiske komplikationer og er ofte fulgt af kroniske smerter og lidelser. Blivende følger inkluderer: nedsat seksuel lyst eller frigiditet, deforme kønsorganer, udsat førstegangsmenstruation, menstruationsproblemer, blærebetændelse og inkontinens, underlivsbetændelse, forhøjet risiko for infertilitet, cystedannelse ved arvævet, risiko for vesico-vaginal fistula. 

## Religion
Som udgangspunkt må kvindelig omskæring siges at være et kulturelt og religiøst fænomen.[kilde mangler] Kvindelig omskæring har været praktiseret inden fremkomsten af de store religioner.[kilde mangler] Praksissen er blevet inkorporeret i et religiøst overgangsritual fra barn til voksen. Et sådant ritual har en langt større social og kulturel rolle at spille end den folkekirkelige konfirmation har i Danmark. Det er derfor ikke et 100 % religiøst eller kulturelt fænomen, men en blanding.

### Islam
Det står ikke i koranen, at kvinder bør omskæres. Nogle muslimer peger på, at Muhammed opfordrede til at omskære piger med den (forholdsvis) milde Type I Sunnaomskærelse.[kilde mangler] Således siger en hadith, at Muhammed kom forbi en kvinde, der var ved at udføre en omskæring, og sagde: ”Skær, men ødelæg ikke. Thi dette vil være til glæde for kvinden og at foretrække for manden”.[kilde mangler] Ifølge denne hadîth forbød han med andre ord ikke den mildeste form for omskæring (sunna-omskæring). Modstandere siger, at denne hadîth ikke er troværdig og den er skrevet efter Muhammeds død.[kilde mangler] Flere fremtrædende imamer og islamisk skriftlærde har frasagt kvindelig omskæring og udstedt en fatwa imod det.[kilde mangler]

#### Kontrovers
I 2002 skrev avisen Information, at ”Somaliske imamer i Aalborg, Århus, Odense og København anbefaler forældre at lade deres døtre omskære, selv om det er forbudt ifølge dansk lov.” Og den somaliske Imam Mustafa Abdullahi Aden fra Aalborg udtalte, at ”på grund af stemningen omkring omskæring i Danmark er det nu nødvendigt at tage f.eks. til Holland, Tyrkiet eller Afrika for at få det gjort.” Samme år i et debatprogram på den københavnske radiostation Somali Radio udtalte imam Muhamoud Sheik fra Somalisk Forening i Odense at ”sunna-omskæring er påbudt af profeten Muhammed og derfor en religiøs pligt for muslimer.”[kilde mangler] En tredje somalisk religiøs leder imam Muhammed Daher fra Somalisk Ungdomsforening på Frederiksberg udtalte til Information: ”sunna-omskæring. Det er godt for pigerne at blive omskåret. Det er et tegn på, at man er en rettroende muslim.”[kilde mangler] Efter at have været meldt til politiet af Københavns uddannelses- og ungdomsborgmester Per Bregengaard (Enhedslisten) og truet med repressalier fra justitsminister Lene Espersen (Det Konservative Folkeparti) trak de dog hurtigt i land igen.[kilde mangler]

### Kristendom og judaisme
Kristne koptere i Egypten begrunder omskæring af deres døtre med henvisning til, at det er noget, der stammer fra jødedommen, og at jomfru Maria også var omskåret.[kilde mangler]

## Strafbarhed
Kvindelig omskæring har i længere tid været eksplicit forbudt i flere af Danmarks nabolande. Således indførte Frankrig efter et dødsfald allerede i 1979 en lov mod omskæring af piger, og efter endnu et dødsfald i 1982 blev loven skærpet. Sverige fulgte efter i 1982, Storbritannien i 1985, og Norge i 1986. I Danmark forsøgte Det Konservative Folkeparti, Dansk Folkeparti og Fremskridtspartiet i 1996 ligeledes at få vedtaget et lovforslag, der eksplicit forbyder kvindelig omskæring og omgå princippet om dobbelt strafbarhed i disse sager. Lovforslaget blev imidlertid nedstemt i Folketinget 28. maj 1997 med begrundelsen, at "en målrettet forebyggende oplysningsindsats som et andet middel i kampen mod omskæring af kvinder" var at foretrække frem for forbud.

### Straffeloven
I Danmark faldt kvindelig omskæring tidligere ind under de mere generelle paragraffer i straffeloven omhandlende legemsbeskadigelse (vold), mere præcist § 245 og i særligt grove tilfælde § 246. Efter princippet om dobbelt strafbarhed har det ikke før været muligt at straffe herboende indvandrere, der drog til deres hjemlande for at få udført indgrebet. I den forbindelse tog justitsminister Lene Espersen i 2003 initiativ til en lovændring, hvorefter det er muligt at straffe danske statsborgere og herboende personer, som foretager eller medvirker til kvindelig omskæring, selv om indgrebet finder sted i et land, hvor kvindelig omskæring ikke er strafbart.
Kvindelig omskæring har nu fået sin egen bestemmelse i straffeloven, § 245a. Samtidig er der indsat en speciel bestemmelse i § 7 stk. 1 nr. 2 litra b, hvorefter kravet om dobbelt strafbarhed ikke gælder for overtrædelse af § 245a.
Straffeloven
§ 245 a. Den, som ved et legemsangreb med eller uden samtykke bortskærer eller på anden måde fjerner kvindelige ydre kønsorganer helt eller delvis, straffes med fængsel indtil 6 år.

### Lægeloven
Derudover har læger yderligere forpligtet sig til at holde lægeloven der efter en officiel præcisering fra Sundhedsstyrelsen i 1981 i Ugeskrift for Læger eksplicit har forbudt læger at fortage kvindelig omskæring, da det anses for at være en lemlæstende operation. Efterfølgende er medvirken til kvindelig omskæring omfattet af følgende paragraffer:

§ 6, stk. 1:
En læge er under udøvelsen af sin gerning forpligtet til at vise omhu og samvittighedsfuldhed, herunder også ved økonomisk ordination af lægemidler, benyttelse af medhjælp m.v.
§ 18:
Den læge, der gør sig skyldig i grovere eller gentagen forsømmelse eller skødesløshed i udøvelsen af sit kald, straffes med bøde eller hæfte.

### FN’s børnekonvention
I 1991 ratificerede Danmark FN's Konvention om barnets rettigheder (også kaldet Børnekonventionen). I artikel 24, stk. 3 nævnes det, at "Deltagerstaterne skal tage alle effektive og passende forholdsregler med henblik på afskaffelse af traditionsbundne ritualer, som er skadelige for børns sundhed." I Danmark ses omskæring som et overgreb mod piger og kvinder såvel som en tilsidesættelse af deres menneskerettigheder.

### Underretningspligt
Ifølge servicelovens § 154 har personer, der får kendskab til nogen, der har til hensigt at omskære deres datter, underretningspligt til socialforvaltningen.
Ifølge lovens § 153 har personer, der udøver offentlig tjeneste eller hverv (læger, jordemødre m.v.), skærpet underretningspligt.

## Danske sager
- Et forældrepar med dansk statsborgerskab, men oprindeligt fra Eritrea blev varetægtsfængslet for at lade to af deres døtre omskære ved en tur til Sudan i 2003 (da pigerne var hhv. 4 og 6 år gamle) og for mistanke om planer om at lade den yngste datter (5 år) omskære på en tur til Sudan i sommeren 2008. Døtrene blev fjernet og bragt i kommunens varetægt.[12][13][14] I oktober 2008 blev forældrene tiltalt. I retssagen har statsadvokaten krævet sagen bliver behandlet af et nævningeting, hvilket vil sige anklagemyndigheden går efter minimum fire års fængsel.[15][16][17] Dommen fald i januar 2009. Faren blev frifundet og moren blev idømt en fængselsstraf på to år, hvoraf dog kun seks måneder blev gjort ubetinget. Idet kvinden havde været varetægtsfængslet i fire en halv måned under retssagen blev hun sat fri.[18][19]